# Præsident
 Der er for få eller ingen kildehenvisninger i denne artikel, hvilket er et problem. Du kan hjælpe ved at angive troværdige kilder til de påstande, som fremføres i artiklen.

Præsident er en gængs titel for et statsoverhoved i en republik. Normalt bliver præsidenter valgt, enten gennem direkte valg (plebiscit) eller gennem indirekte valg (repræsentativt). Indirekte valg kan ske gennem parlamentet, en valgkomité eller andre valgmetoder. Undertiden udnævner også despoter og diktatorer sig selv som præsidenter.
Ordet præsident stammer fra det latinske praesideo, det betyder at sidde foran, altså at lede, overvåge og styre.

## Præsidenten i et demokrati
Hvad en præsident må og ikke må, er som regel fastlagt i en forfatning. Præsidentens rolle er således indbundet i et magtdelingssystem med legislative, eksekutive og juridiske bindinger, eller der findes i hvert fald én eller anden form for magtkontrol.

## Parlamentariske systemer
I nogle stater er præsidenten kun landets officielle repræsentant over for udlandet, mens ministerpræsidenten har den reelle, politiske magt over regeringen.
Eksempler er Tyskland, Italien, Indien, Irland og Østrig.
I disse lande har præsidenten normalt ingen udøvende magt, da denne ligger hos ministerpræsidenten (i Tyskland og Østrig: Bundeskanzler). Præsidentens rolle er derfor kun repræsentativ på samme måde, som tilfældet er med kongen i Danmark. Dog kan præsidenterne i disse parlamentariske systemer have en såkaldt reservemagt. Den vil typisk kun komme til udtryk i exceptionelle situationer, hvor landets regering er handlingslammet. Det kan så være, at præsidenten kan udskrive valg i en sådan krisesituation, selv om valgperioden ikke endnu er udløbet, og regeringen helst vil fortsætte.

## Præsidentielt demokrati
Her forener præsidenten rollen som statsoverhoved og regeringschef (ministerpræsident). En sådan har store magtbeføjelser og bliver typisk valgt direkte af folket, hvilket kan medføre en stærk position over for parlamentet.
Eksempler er USA og nogle stater i Latinamerika.
For USA's vedkommende sker valget af præsidenten ikke gennem direkte valg, men gennem valgmænd (U.S. Electoral College) der vælges i de enkelte stater. Den, der har flest valgmænd i en stat, får alle dens stemmer. Det har medført, at der i årene 1876, 1888, 2000 og 2016 optrådte den situation, at ikke den kandidat med flest stemmer, men den, der havde vundet fleste valgmandsstemmer, blev præsident.

## Semipræsidentielt demokrati
Her konkurrerer præsidenten og ministerpræsidenten om indflydelse og magt. Støtter parlamentet præsidenten, har han eller hun vidtrækkende kompetencer. Tilhører præsidenten ikke samme parti som det kontrollerende flertal i parlamentet, hersker der såkaldt kohabitation. En sådan tilstand indskrænker regeringens evne til at lede landet.
Typiske eksempler er Frankrig, dets tidligere kolonier og, ifølge forfatningen, Rusland.

## Socialistiske præsidenter
Nogle stater, som har kaldt sig kommunistiske eller socialistiske, har også kendt til præsidenter, men magten har typisk ligget hos partiet eller dets ledere.[kilde mangler] Eksempler er Fidel Castro i Cuba og Michail Gorbatjov i Sovjetunionen.

## Diktaturer
Her udnævner diktatoren sig selv som præsident. Et eksempel var Idi Amin i Uganda.

## Undtagelser
Nogle få, moderne republikker kender ikke til et egentligt statsoverhoved. Schweiz og San Marino er to eksempler. I Schweiz findes der dog en såkaldt Präsident der Konföderation, som er medlem af Schweiz' Forbundsråd. Landets højere parlament, Nationalrådet, vælger et medlem af Forbundsrådet til at være præsident for ét år. Dog er denne kun primus inter pares (den første blandt ligestillede) og kun på internationalt niveau anses vedkommende som statsoverhoved.
En anden undtagelse, fra De Britiske Øer i 1650'erne, var Oliver Cromwell, der ikke blev kaldt president, men Lord Protector.

## Andre brug af ordet præsident
Ordet president bliver også brugt om ledere i større organisationer (FN), i store virksomheder og på universiteterne i USA.
Desuden kendes brugen af ordet hos skakklubber, politiske partier og handelskamre.

## Præsidentielle symboler
Som statsoverhoved er landets præsident i mange lande berettiget til at bo repræsentativt og luksuriøst. Typisk vil det sige, at præsidenten bor i et palads eller lignende. Mest kendt er Det Hvide Hus, hvor USA's præsident bor.
Yderligere bærer nogle præsidenter specielle uniformer eller andre pragtsymboler. Det sidste kendes mest fra afrikanske lande. Mange præsidenter i Latinamerika bruger et specielt præsidentielt skærf, hvilket skal symbolisere embedets kontinuitet, og overgivelsen af skærfet til den ny præsident er en vigtig del af indsættelsesceremonien.